# Траншейна стопа

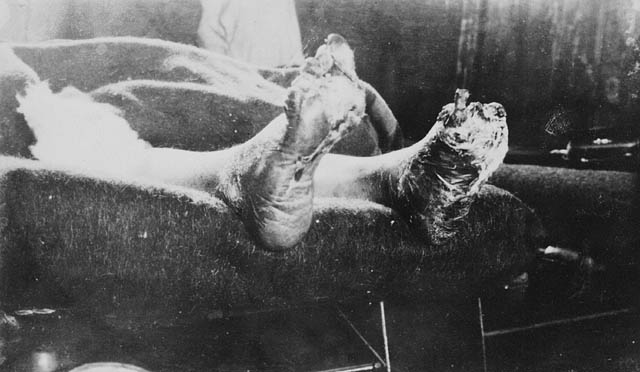
Невідомий солдат 1-ї світової війни з ураженням стоп

Траншейна стопа (інколи Окопна стопа) — це специфічне захворювання що виникає коли частина тіла, частіше всього стопи, знаходиться у вологому та холодному середовищі впродовж тривалого часу, але при температурі вище 0 °C, на відміну від відмороження. Початкові симптоми часто включають поколювання або свербіж, які можуть прогресувати до оніміння. Ноги можуть набувати червоного або синюшного кольору. У міру погіршення стану ноги можуть почати набрякати та мати запах гнилі. Ускладнення можуть включати пошкодження шкіри або інфекцію.
Для виникнення цього захворювання температура має становити як правило від 0 до 15 °C протягом більше ніж 10-16 годин. Але може виникати й при менш тривалому впливі несприятливого середовища. Фактори ризику включають занадто тісні черевики та відсутність руху. Вважається, що основний механізм полягає у звуженні кровоносних судин, що призводить до недостатнього кровотоку до ніг. Діагноз ґрунтується на симптомах та огляді.
Найчастіше вражаються ноги, але ця недуга може виникнути у будь-якій частині тіла, у тому числі на руках.
Найчастіше хворіють військовослужбовці, хоча випадки також можуть зустрічатися серед бездомних. Траншейну стопу було уперше описано лікарем армії Наполеона 1812 року. Слово окоп у назві є відсиланням до окопної війни, в основному пов'язаної з Першою світовою війною.

## Історія

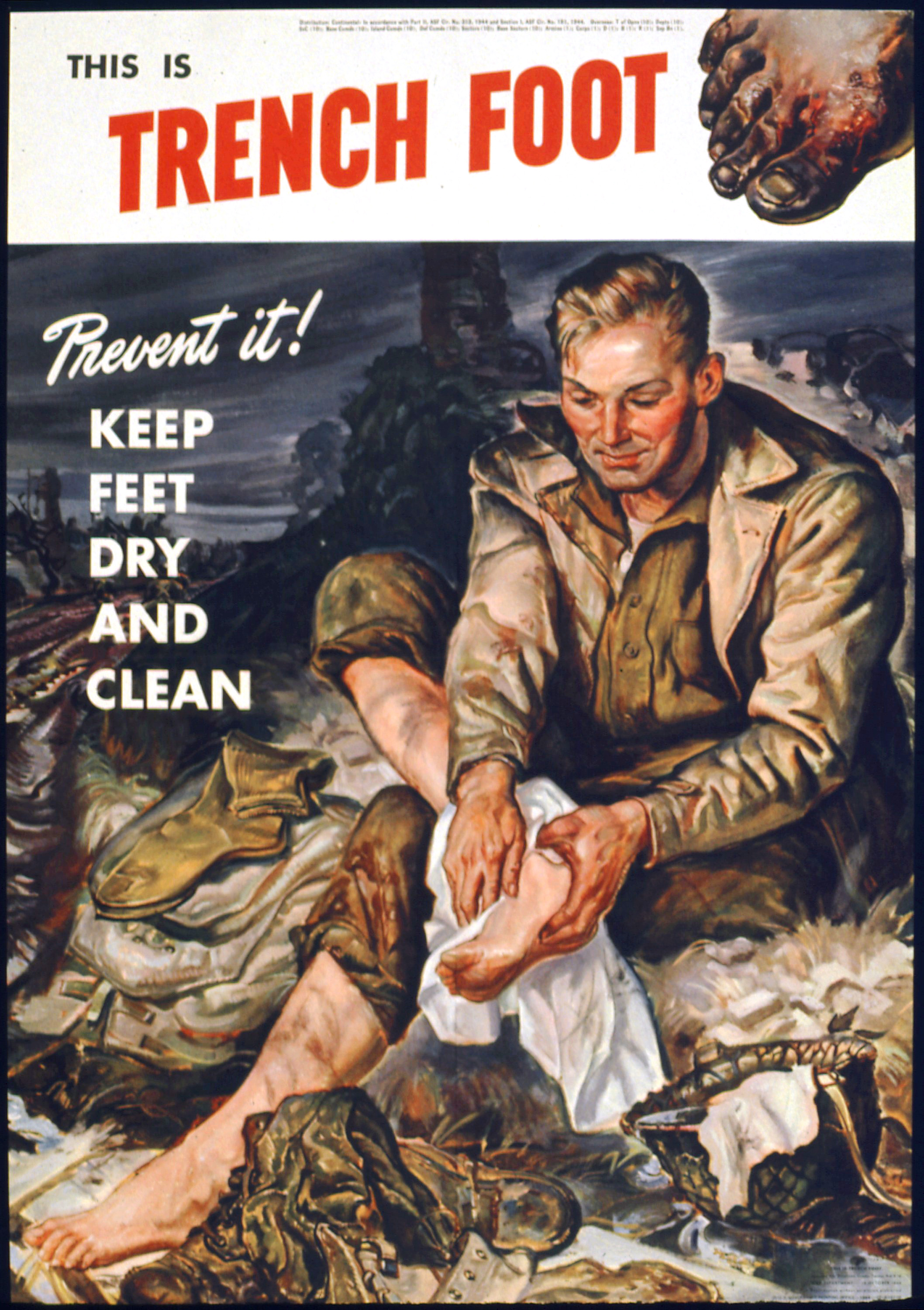
Плакат "Офісу військової інформації" США часів Другої світової війни

Про траншейну стопу вперше повідомив у 1812 році французький військовий хірург Домінік-Жан Ларрей, коли армія Наполеона відступала з Росії.
Це також було проблемою для солдатів, які вели окопну війну взимку Першої світової війни (звідси й назва). Під час Першої світової війни також було виявлено, що ключовим профілактичним заходом є регулярний огляд ніг; солдатів об’єднували в пари, щоб кожен напарник відповідав за ноги іншого, і вони намащували китовий жир, щоб запобігти траншейній стопі. Якби їх залишили напризволяще, солдати могли не знімати щодня власні черевики та шкарпетки, щоб витирати ноги, але коли це стало обов’язком іншого солдата, це стало менш імовірним. Під час Російсько-української війни з цією ж метою солдати подекуди змащують ноги смальцем, потім надягають шкарпетки, а зверху поліетиленовий пакет.
Цей стан був задокументований у тих, хто вижив після корабельної аварії та падіння літака. Окопна стопа знову з’явилася в британській армії під час Фолклендської війни в 1982 році.  Про цю хворобу повідомлялося на фестивалях у Гластонбері в 1998 та 2007 роках.

## Класифікація

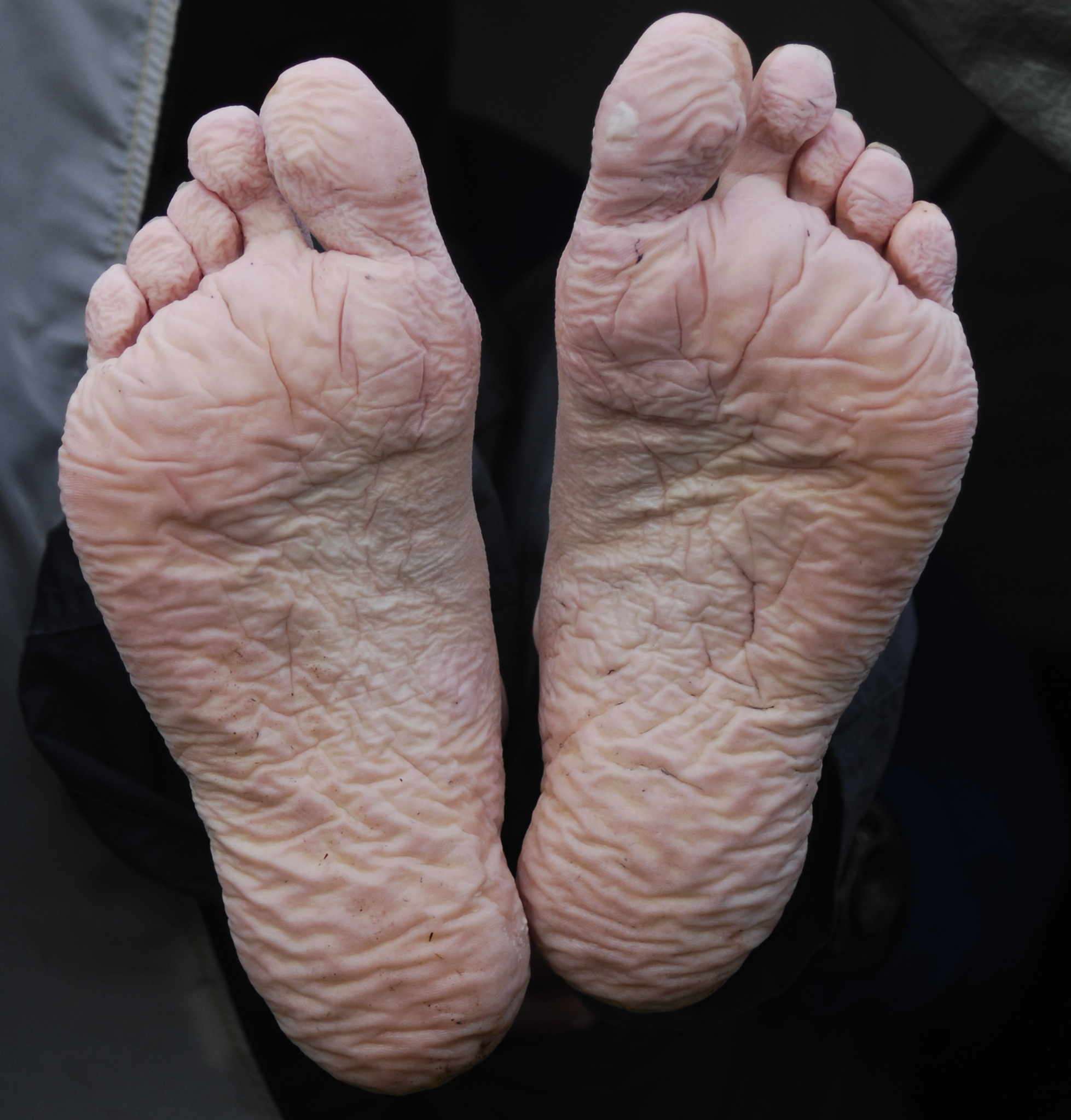
Окопна стопа

Виділяють три форми: легку, середню і важку.
Легка форма є найпоширенішою (80-90 % випадків); вона характеризується втратою тактильної і больової чутливості (онімінням) стоп, спонтанними наростаючими болями, які заважають самостійній ходьбі і позбавляють хворого нормального сну. При цьому особливо страждають передня частина стопи і великі пальці ніг, що примушує хворого при ходьбі спиратися на п'яти. Виникає відчуття пекучості ступень і повзання по них мурашок.
Середня форма характеризується виникненням на місцях набряку пальців ніг, тилу стопи і пальце-підошвенній складці пухирів, заповнених желеподібною субстанцією лимонного або кров'яного кольору.
Важка форма характеризується глибокими трофічними розладами тканин аж до омертвіння з розвитком гнильних або анаеробних інфекцій.

## Причини
Визначальним чинником виникнення цієї форми відмороження вважають високу вологість, оскільки відомо про численні випадки траншейної стопи в температурному діапазоні 5-10 °C. Збільшення вологості повітря знижує теплоізоляційні властивості одягу і взуття, дуже висока вологість може викликати муміфікацію пальців стоп вже в температурному діапазоні 2-5 °C. З досвіду військового медичного персоналу перебування особового складу в окопах, що промерзли і засипані снігом, не так сильно сприяє розвитку відморожень, як знаходження солдатів в окопах, залитих водою і рідким мулом.
На відміну від обмороження, траншейна стопа не потребує низьких температур; це може відбуватися при температурі до 16 °C і всього за 13 годин. Вплив цих умов навколишнього середовища спричиняє погіршення стану та руйнування капілярів, а також призводить до пошкодження навколишнього тіла. Надмірне потовиділення (гіпергідроз) протягом тривалого часу розглядалося як додаткова причина; антисанітарія, холод і вологість також можуть спричинити траншейну стопу.

## Діагностика
Діагноз «окопна стопа» зазвичай не потребує жодних досліджень, якщо не підозрюється основна інфекція кістки під час рентгенівського дослідження. Повний аналіз крові може показати високий рівень білих кров’яних тілець, ⁣ якщо присутня інфекція, а запальні маркери, такі як швидкість осідання еритроцитів або С-реактивний білок (СРБ), можуть підкреслити тяжкість.

## Профілактика і лікування
З метою профілактики поширення захворювання вживають заходи з осушення окопів, зведення утеплених притулків для відпочинку, своєчасної заміни та просушування промоклих шкарпеток і взуття (та застарілих онуч).
Початкова мета лікування — захистити непошкоджену тканину стопи та запобігти подальшому руйнуванню стопи. Головне тут — тримати ноги сухими. Корисно застосовувати зволожувачі шкіри.
Основне лікування, як правило, стаціонарне, із застосуванням новокаїнових блокад і антикоагулянтів. Хворі з траншейною стопою мають бути госпіталізовані, їм призначається фізіотерапевтичне лікування: ультрафіолетове опромінення і ультрависокочастотна терапія. Іноді може знадобитися і хірургічне втручання.
Самолікування полягає в зміні шкарпеток два-три рази на день і використанні великої кількості тальку. По можливості слід зняти взуття та шкарпетки, вимити ноги впродовж п'яти хвилин і витерти насухо, підняти ноги, щоб до них потрапляло повітря, після 5-10 хв нанести осушувальний порошок (тальк, дитяча присипка).